# Jean-Charles Pichon
Jean-Charles Pichon (Le Croisic, 1920. június 21. – Limoges, 2006. június 11.) francia író, drámaíró, költő, dramaturg, filozófus, matematikus.

## Élete
Szülei Saint-Nazaire-ben éltek, édesapja, Jean Pichon szerény jövedelmű könyvelő volt, akinek tuberkulózisa miatt a gyermeket annak öt éves koráig a nagyszülők nevelték, Croisicban, csak 1925-ben került vissza Saint Nazaire-be. A költészettel kilencéves korában találkozott először, első alkotásait 13 évesen írta. 17 évesen kezdett publikálni a helyi lapokban, majd a La Baule című lap egyik szerkesztője lett. 1939-ben, a második világháború kitörésekor a haditengerészethez csatlakozott, s az Arsenal de Rochefort-ban egy amatőr színházi társulatot hozott létre.  
1940-ben beiratkozott a nantes-i konzervatóriumba, itt találkozott Alice Leray színésznővel, akivel 1941. április 22-én összeházasodott. Ebben az időben tobb darabot is írt, amelyek Redonban, Nantes-ban és Párizsban kerültek előadásra. Az 1940-es években több irodalmi körnek is tagja volt, ezek közül a legjelentősebb a párizsi, Hervé Bazin által vezetett La Coquille. Jövedelme kiegészítéséért mindenféle munkát kellett elvállalnia: volt reklámügynök, kötőgépek értékesítési igazgatója, értékesítési menedzser stb. is. 1945. augusztus 5-én született meg MIchel nevű fia, 1949 végétől 1952 elejéig szabadkőműves volt.  
Felesége 1951–52-ben színtársulatot alapított La Compagnie France Guy néven, ám 1953-ban megbetegedett, s felhagyott színházi tevékenységével. Írni kezdett, de csupán egyetlen regény hiányos kézirata, valamint egy vers maradt fenn tőle. 1954. október 5-én hunyt el. 
Pichon 1957-ben találkozott Geneviève Jaśkiewicz-csel, akit 1964. május 30-án feleségül vett. 1960. szeptember 6-án aláírta a 121-es manifesztumot az algériai háború ellen. 1965 októberében Neuville-be költözött, ahol négy éven át élt. Mielőtt elköltözött a városból, sok írását, illetve dokumentumát megsemmisítette. 1969 őszén anyja házába költözött, Nantes-ba. Sokat utazott, a négy nyári hónapban tobb hetet is Cevennes-ben töltött, ahol megismerkedett  Ferdinand Delignyvel, akitől annak az autizmus kapcsán szerzett tapasztalatairól érdeklődött. 
Anyagi helyzete ebben az időben megrendült, csak 1979-ben, Nantes-ba való visszaköltözése után rendeződtek anyagi dolgai: tanítani kezdett, valamint számos konferencián, szimpóziumon és kongresszuson vett részt. Néhány év múlva elköltözött Nantes-ból, s Blain közelében telepedett le. 1998-ban Limoges-ba költözött. Látása megromlott, 2004-ben már nem tudott olvashatóan írni vagy gépelni. Élete utolsó fontos dokumentuma a Lauric Guillaud-val 2006 márciusában készített interjú.

## Színpadi munkássága
Monsieur de Charrette (1941); L’enfant et les vieillards (A gyermek és az idősek, egy felvonás, 1945); Le pain des hommes (A férfiak kenyere, három felvonás, 1941); La dame d’Avignon (Az avignoni hölgy, két felvonás, 1949); La figue rouge (A vörös füge, 1950); Le héros sans armure (A páncéltalan hős, 1951);  Mort au comptant (három felvonás, 1951); Le plaisir des parents (A szülők öröme, három felvonás, 1953). 1952-ben a felesége által irányított társulat avantgárd színház lett, ahol sok szerző munkáit játszották: Csehov, Eugène Ionesco, Raymond Devos stb. Felesége halála után Pichon hosszú időre felhagyott színházi tevékenységével, csupán lánya, Charlotte-Rita kérésére készítette el 1995-ben La Scandaleuse Élection (A botrányos választás) című darabját, amely Arles-ban került színre. 

## Költészete
Csaknem 450 verse maradt fenn, ezeket túlnyomó részt 1945 és 1951 közt írta, s jobbára különböző folyóiratokban, füzetekben tett közzé: Les poètes de la vie (1945); Points et contrepoints, Le Goéland, La Coquille, Périples, Escales, La Tour de feu, Etabli de l’homme  (szerkesztette Pierre-Jean Débenat, 1983); Le Survivant, stb. L’Ouvrière d’amour (A szerelem munkája) című, Jean Noll álnéven megjelentetett verseskötete 1941-ben Ronsard-díjat kapott.

## Televíziós, rádiós és filmes munkái
1945-ben, Rennes-ben tizenhárom részből álló, megtörtént bűneseteket feldolgozó rádiós sorozattal jelentkezett. 1956-ban másfél órás rádiójátékot készített L’assassin n’a pas tué (A gyilkos nem ölte meg) címmel.  La jambe de mouton (Birkaláb, 1962) címen tévéjátékot készített, ebben Az Ezeregyéjszaka meséi egyik darabját dolgozta fel. La Loutre című regényéből La corde au cou (Kötél a nyakban) címen készített tévéjátékot.  
Georges Franju és Jean-Pierre Mocky La Tête contre les murs (Fejjel a falnak, 1956) című filmjéhez dialógusokat írt, Jean-Luc Godard különösen értékelte a filmforgatókönyvét és párbeszédeit. 1958-ban befejezte Jean-Pierre Mocky Les Dragueurs című filmjének a rendező által 1954-ben megírni kezdett párbeszédeit. Gérard Oury első filmjében, a La Main chaude-ban a dalszövegeket írta meg.

## Önéletrajzi írásai
Pichon életművének egyik legfontosabb részét önéletrajzi írásai teszik ki. Már korán, 16 éves korában naplót kezdett írni, amit szinte élete végéig folytatott. Ezt használta forrásként önéletrajzi regényeihez.

## Fordítás
- Ez a szócikk részben vagy egészben  a   Jean-Charles_Pichon című francia Wikipédia-szócikk ezen változatának fordításán alapul.  Az eredeti cikk szerkesztőit annak laptörténete sorolja fel. Ez a jelzés csupán a megfogalmazás eredetét és a szerzői jogokat jelzi, nem szolgál a cikkben szereplő információk forrásmegjelöléseként.